# Prodotto di Cauchy
In analisi matematica, il prodotto di Cauchy (o secondo Cauchy) di due successioni di termine generale {\displaystyle a_{n}} e {\displaystyle b_{n}} è la successione avente come termine generale.
{\displaystyle c_{n}:=\sum _{k=0}^{n}a_{k}b_{n-k}.}
Questa operazione è la convoluzione discreta delle due successioni.
Il nome è stato attribuito in onore del suo inventore Augustin-Louis Cauchy.

## Serie
Un'importante applicazione di questa definizione si ha nel contesto delle serie: date due serie
{\displaystyle \sum _{n=0}^{+\infty }a_{n},\qquad \sum _{n=0}^{+\infty }b_{n},}
a termini reali o complessi, il loro prodotto di Cauchy è la serie
{\displaystyle \sum _{n=0}^{+\infty }c_{n},\qquad \ {\textrm {con}}\quad c_{n}=\sum _{k=0}^{n}a_{k}b_{n-k}.}
Se entrambe le serie convergono, e almeno una è assolutamente convergente, allora la serie prodotto converge al prodotto delle somme delle due serie di partenza, ossia
{\displaystyle \sum _{n=0}^{+\infty }{c_{n}}=\sum _{n=0}^{+\infty }{a_{n}}\cdot \sum _{n=0}^{+\infty }{b_{n}}}
Se inoltre entrambe le serie convergono assolutamente, allora converge assolutamente anche la serie prodotto.

### Osservazione
Il prodotto di due serie convergenti, ma non assolutamente convergenti, può non essere convergente. Ad esempio, il prodotto della serie convergente
{\displaystyle \sum _{n=0}^{+\infty }{\frac {(-1)^{n}}{\sqrt {n+1}}}}
con sé stessa risulta divergente, in quanto il termine generale del prodotto di Cauchy è
{\displaystyle {\frac {1}{\sqrt {k+1}}}{\frac {1}{\sqrt {n+1-k}}}\geq {\frac {1}{n+1}},}
che è la serie armonica. La maggiorazione, per il criterio del confronto, implica la divergenza della serie prodotto.

## Sommatorie
Se il prodotto avviene tra due sommatorie che non si estendono fino all'infinito, ma fino ad un valore finito {\displaystyle n,} a termini reali o complessi, il loro prodotto di Cauchy è la sommatoria definita come
{\displaystyle \sum _{k=0}^{n}a_{k}\cdot \sum _{k=0}^{n}b_{k}=\sum _{k=0}^{2n}\sum _{i=0}^{k}a_{i}b_{k-i}-\sum _{k=0}^{n-1}\left(a_{k}\sum _{i=n+1}^{2n-k}b_{i}+b_{k}\sum _{i=n+1}^{2n-k}a_{i}\right)}
purché {\displaystyle a_{k}} e {\displaystyle b_{k}} siano definiti per {\displaystyle k} compreso tra 0 e {\displaystyle 2n.}
Nel caso in cui {\displaystyle n\to +\infty }, si ritrova il prodotto di Cauchy per le serie.